# Векторний потенціал
Ве́кторний потенціа́л — векторна величина, що є характеристикою магнітного поля.
Векторний потенціал {\displaystyle \mathbf {A} } визначається, як векторне поле, ротор якого дорівнював
би вектору магнітної індукції.
{\displaystyle \mathbf {B} ={\text{rot}}\ \mathbf {A} } .
Одночасно із векторним потенціалом вводиться електричний потенціал {\displaystyle \varphi } таким чином,
щоб визначити напруженість електричного поля
{\displaystyle \mathbf {E} =-\nabla \varphi -{\frac {1}{c}}{\frac {\partial \mathbf {A} }{\partial t}}}.

## Калібрування
Визначення векторного потенціалу неоднозначне. Якщо електростатичний потенціал визначається з точністю до сталої, то векторний потенціал визначається з точністю до градієнта будь-якої скалярної функції. Ця невизначеність не впливає на значення спостережуваного магнітного поля. Для обмеження невизначеності застосовуються додаткові умови, які називають калібруванням. Калібрування можуть бути різними й вибираються з міркувань зручності. Серед них найчастіше вживаються кулонівська й лоренцова.
Кулонівське калібрування вимагає, щоб
{\displaystyle {\text{div}}\ \mathbf {A} =0.}
Лоренцове калібрування вимагає, щоб
{\displaystyle {\text{div}}\ \mathbf {A} +{\frac {1}{c}}{\frac {\partial \varphi }{\partial t}}=0}.
Тут {\displaystyle \varphi } — електричний потенціал.
У квантовій механіці при калібруванні електромагнітного поля, калібруються також і хвильові функції. Детальніше в статті Калібрувальна інваріантність.